# Castello di Auchindoun

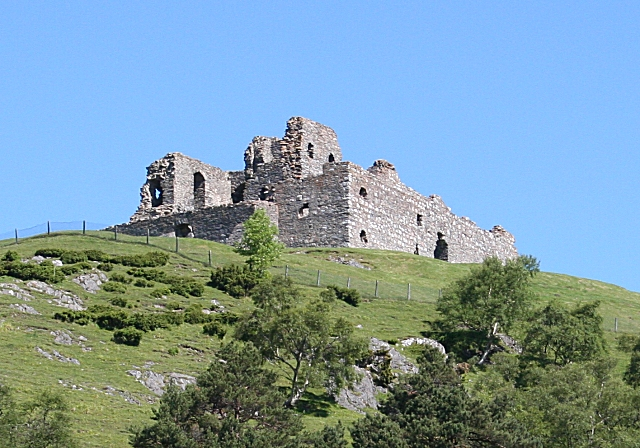
Veduta in lontananza del castello di Auchindoun

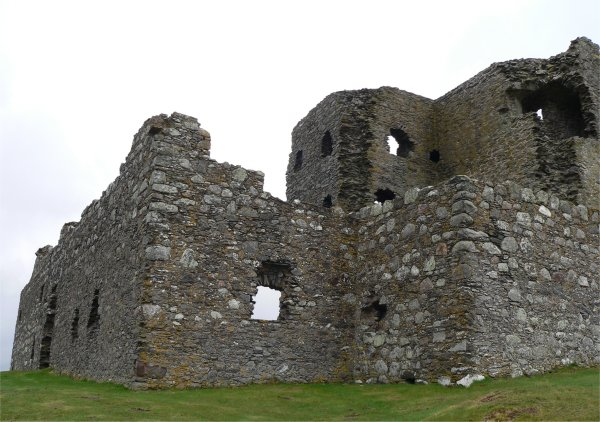
Le rovine del castello di Auchindoun

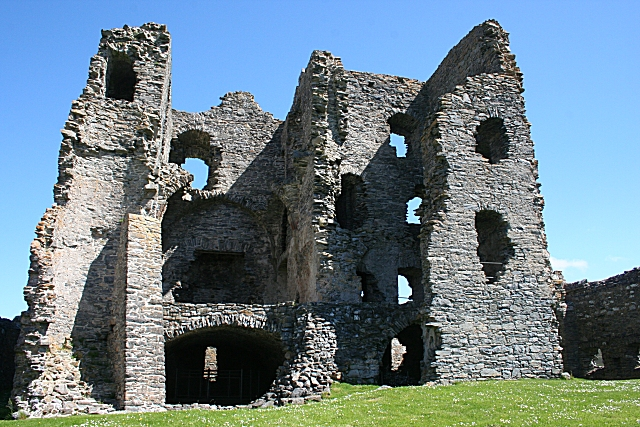
Il maschio del castello di Auchindoun

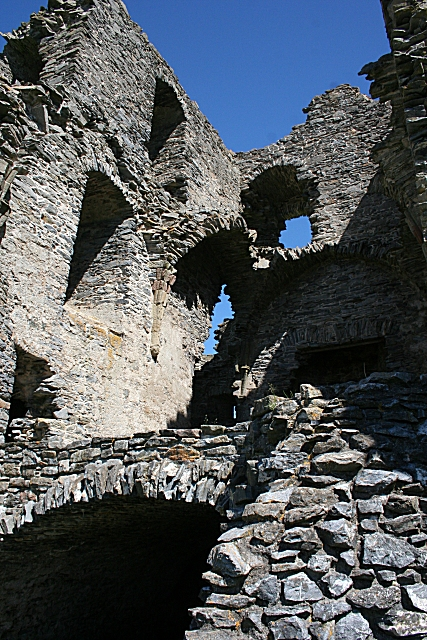
Altra immagine del maschio del castello di Auchindoun

Il castello di Auchindoun (in inglese: Auchindoun Castle) è un castello in rovina tra i villaggi scozzesi di Auchindoun e Mortlach (dintorni di Dufftown, Morayshire) e risalente alla seconda metà del XV secolo.
Tra i suoi proprietari storici vi furono la famiglia Ogilvy e il clan Gordon.

## Descrizione
Il castello si trova lungo il corso del fiume Fiddich, circa 3 chilometri miglia a sud-est di Dufftown ed è ubicato in cima ad uno sperone roccioso dell'altezza di circa 300 metri.
Presenta una torre con pianta ad "L" ed è circondato da un ampio fossato.
Si erge su un terrapieno realizzato probabilmente nell'Età del Ferro dal popolo dei Pitti. Al primo piano si trovava la sala d'attesa, mentre al secondo erano situati gli appartamenti; al suo interno si trovavano probabilmente un birrificio e una panetteria.
|  |

## Storia
Il castello fu costruito intorno al 1470 probabilmente per volere di James Stewart (o Stuart), signore di Mar e figlio di Giacomo II di Scozia.
Dopo l'omicidio di quest'ultimo il castello passò nelle mani di Thomas Cochrane, favorito di Giacomo III di Scozia.
L'edificio fu in seguito ceduto alla famiglia Ogilvy e successivamente (nel 1567) al clan Gordon, segnatamente a Sir Adam Gordon (che sarebbe in seguito passato alla storia con il soprannome di "Erode del Nord" per via del massacro compiuto nel castello di Corgaff).
Nel 1591/1592 il castello di Auchindoun fu attaccato e dato alle fiamme, per una vendetta nei confronti di Gordon, dal clan rivale dei Mackintosh e seriamente danneggiato.
Fu in seguito restaurato e tornò di proprietà della famiglia Ogilvy nel 1594.
Nel 1660 il castello fu ceduto da Carlo II alla marchesa di Huntly e ricostruito.
Il castello cadde in rovina a partire dal 1725, quando fu parzialmente demolito per l'approvviggionamento di materiali da costruzione.
Nel novembre del 2007, dopo un'ampia opera di restauro, il castello fu riaperto al pubblico.